# Olazagutía
Olazagutía (cooficialmente en euskera: Olazti) es un municipio español de la Comunidad Foral de Navarra, situado en la Merindad de Pamplona, en la comarca de La Barranca, en el valle de la Burunda y a 53 km de la capital de la comunidad, Pamplona. Su población en 2017 fue de 1518 habitantes (INE).

## Topónimo

### Primera hipótesis
Olazagutía es un topónimo de origen vasco. La palabra olatza es una voz ya arcaica que tenía en euskera el significado de 'majada o sel', es decir un lugar donde se recogía el ganado. Es bastante frecuente en la toponimia vasco-navarra; Koldo Mitxelena pensaba que estaba formada por la palabra ola ('cabaña') y el sufijo abundancial -tza; es decir 'conjunto de cabañas'.
Como la palabra ola también significa 'ferrería' algunos autores han querido ver ese significado al término olatza. Rafael Carasatorre en su libro sobre toponimia de la Burunda comenta lo siguiente:

...sospechamos de la existencia de una ferrería en el alto de Sanadrimuno y que de no ser por la distancia, que nos parece excesiva, el actual poblado, pensaríamos que de ella, vendría el nombre de Olazagutía.

Sobre el segundo término gutia, no hay unanimidad al respecto. Algunos han querido ver una deformación de la palabra goitia, que significa 'de arriba'. Los más, consideran que es equiparable al moderno gutxi, que actualmente significa 'poco' y que antiguamente tenía el significado de 'pequeño o menor'. En un documento fechado en 1257 se llamaba al pueblo alavés de Gamarra Menor Gamarra Guchia, por lo que puede inferirse que gutia tendría ese mismo significado en el caso de Olazagutía. La -a final de Olazagutía tiene valor de artículo en euskera.
Mikel Belasko en su obra sobre toponimia de Navarra sentencia que el nombre del pueblo significa 'la majada o ferrería pequeña'.
Al hablar en euskera, los habitantes de Olazagutía llaman a su pueblo Olazti. Existió cierta controversia a la hora de dar carácter oficial a este nombre, ya que muchos filólogos consideraban que Olazti debía considerarse una variante informal de Olazagutía, ya que es una forma sincopada de ese nombre (Olazagutia->Olaz(agu)ti(a)->Olazti). Por eso se propuso Olatzagutia, como nombre de la localidad en euskera, que es una adaptación de Olazagutía a la pronunciación y reglas ortográficas modernas del euskera. Sin embargo, finalmente acabó imponiéndose la variante utilizada popularmente, y Olazti fue admitido como nombre formal de la localidad en euskera. En 1989 el ayuntamiento adoptó la denominación bilingüe Olazti/Olazagutía como denominación oficial del municipio.

### Segunda hipótesis
El nombre viene de ola-zarra-goitia ('cabaña grande sobre un alto') y se refiere a la antigua vivienda comunal que los olaztiarras del alto paleolítico construyeron en el Mediarbi, el estratégico alto donde están la iglesia y el cementerio actuales que dio el nombre de "El Alto de Olazagutia", un lugar del valle de la Burunda (buru-ondoa: la que está en el extremo, en el límite) hasta que se independiza como municipio unos años antes de la última carlistada (1872-76).

## Geografía
Integrado en la comarca de La Barranca, se sitúa a 52 kilómetros de la capital provincial. El término municipal está atravesado por la autovía del Norte A-1 entre los pK 394-397 y en el pK 403, así como por la carretera autonómica NA-718 que permite la comunicación con Estella. 
El relieve del municipio está determinado por el valle de la Burunda, constituido por el río Araquil. El valle está limitado por el norte por la Sierra de Altzaina y por el sur por la Sierra de Urbasa. La altitud del municipio oscila entre los 1159 metros en la Sierra de Urbasa y los 531 metros en la ribera del río Araquil. El pueblo se alza a 547 metros sobre el nivel del mar. 
| Noroeste: Ziordia | Norte: Alsasua                   | Noreste: Alsasua                     |
| Oeste: Ziordia    |                                  | Este: Alsasua                        |
| Suroeste: Ziordia | Sur: Parque Natural Urbasa-Andía | Sureste: Parque Natural Urbasa-Andía |

## Historia

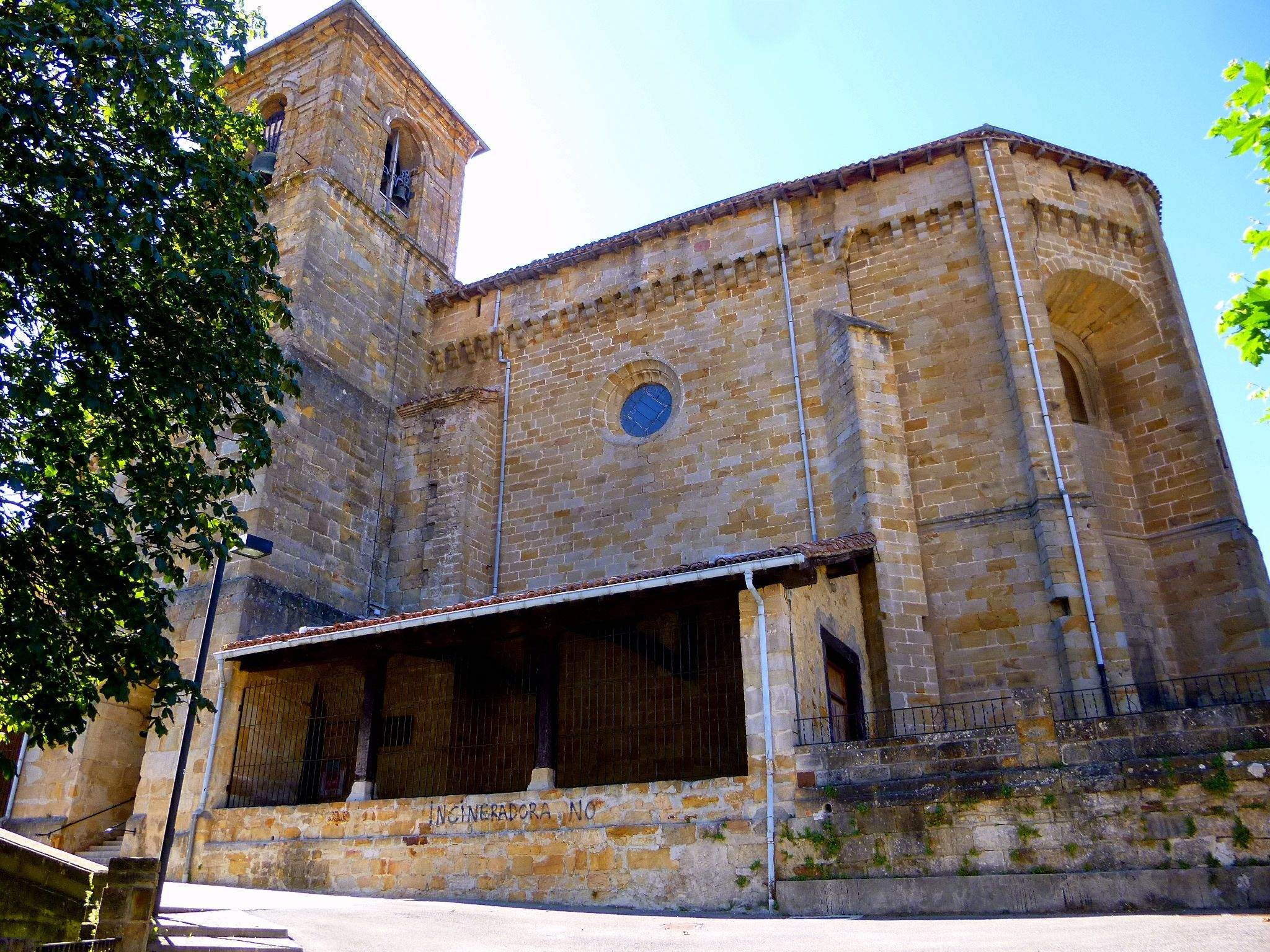
Iglesia parroquial de San Miguel

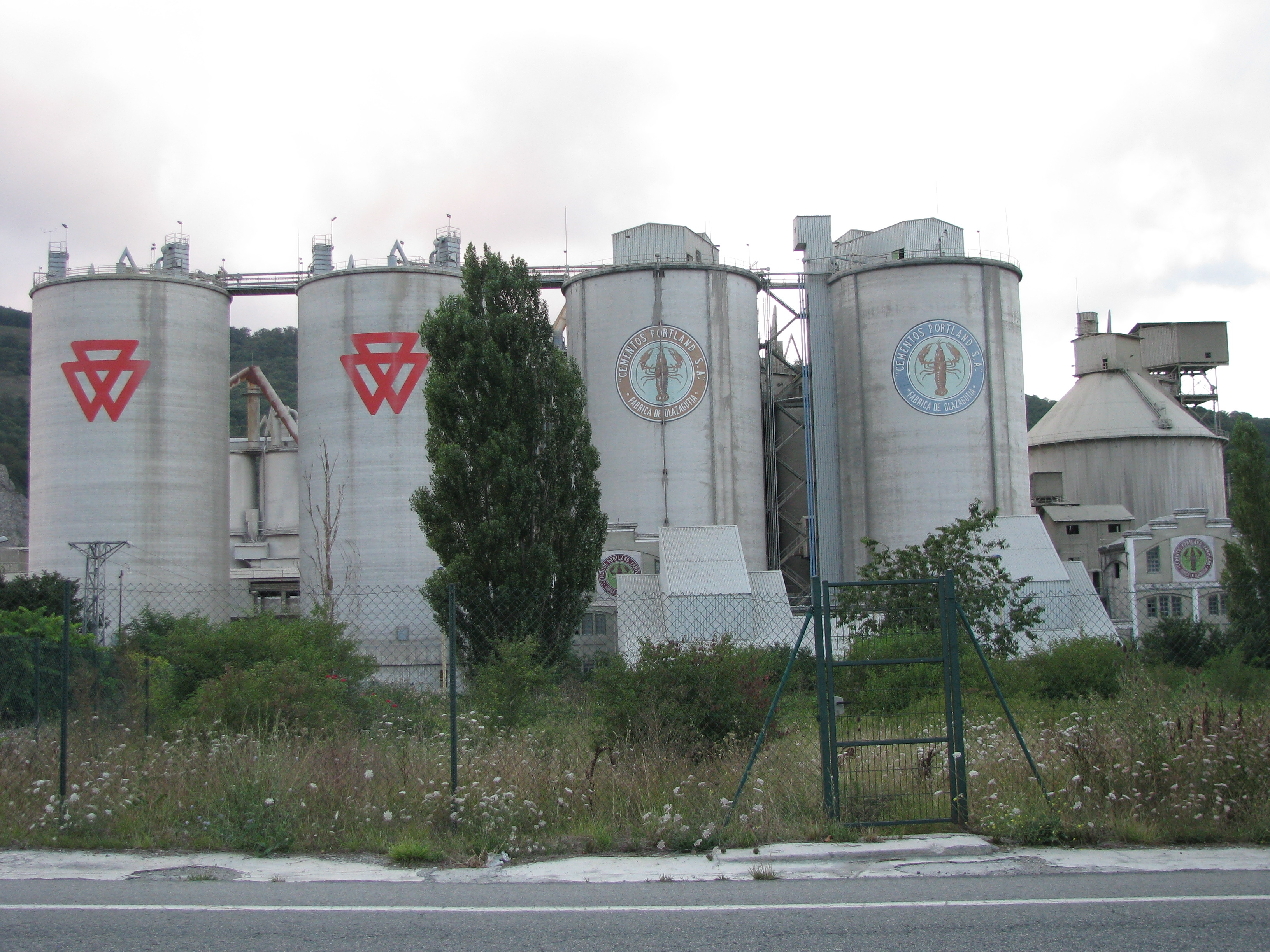
Planta de cemento de Olazagutía

En el término de Olazagutía se han encontrado vestigios arqueológicos prehistóricos y también algunas estelas funerarias de época romana. Los restos romanos fueron encontrados en las ruinas de la Ermita de Nuestra Señora de Belén.
No hay excesivas noticias históricas sobre Olazagutía durante la Edad Media. Su historia se confunde con la del Valle de la Burunda, al que pertenece. En 1355 el rey Carlos II de Navarra proyectó la construcción de una villa fortificada a modo de bastida en el otero de Olazagutía; con fin de concentrar la población de la Burunda occidental y defender así mejor la frontera con Castilla. La nueva población se iba a llamar Villadefensa, pero el proyecto fracasó en el contexto de la grave crisis económica y demográfica causada por la epidemia de peste negra, propagada unos pocos años antes. En 1498 los habitantes de Olazagutía fueron eximidos de pagar una prestación denominada gallurdea, por merced de los reyes Juan III de Navarra y Catalina de Foix.
Durante el Antiguo Régimen Olazagutía fue un lugar de realengo dentro del Valle de la Burunda. En 1846 el Valle de la Burunda desaparece como entidad política y sus pueblos se constituyen en municipios independientes, creándose así el ayuntamiento de Olazagutía.
En abril de 1862 llega el ferrocarril a Olazagutía al inaugurarse la línea Miranda–Olazagutía. En agosto de 1864 se inaugura la línea Beasáin–Olazagutía completándose de esta forma la línea férrea que une Madrid con Irún. Después del ferrocarril llegó la industrialización de la localidad. En 1903 se constituye en Pamplona la empresa Cementos Portland, que construirá su fábrica en Olazagutía. La fábrica de Cementos Portland cambiaría significativamente el paisaje del municipio y dará un carácter industrial a Olazagutía.
Durante la guerra civil española se calcula que 21 vecinos del pueblo fueron fusilados por los sublevados.

## Demografía
Olazagutía cuenta con una población de 1464 habitantes (INE 2024).
| Gráfica de evolución demográfica de Olazagutía entre 1842 y 2021 |
| |
| Población de derecho según los censos de población del INE Población de hecho según los censos de población del INEEn estos censos se denominaba Olazagutía: 1842, 1857, 1860, 1877, 1887, 1897, 1900, 1910, 1920, 1930, 1940, 1950, 1960, 1970 y 1981 |

## Administración y política

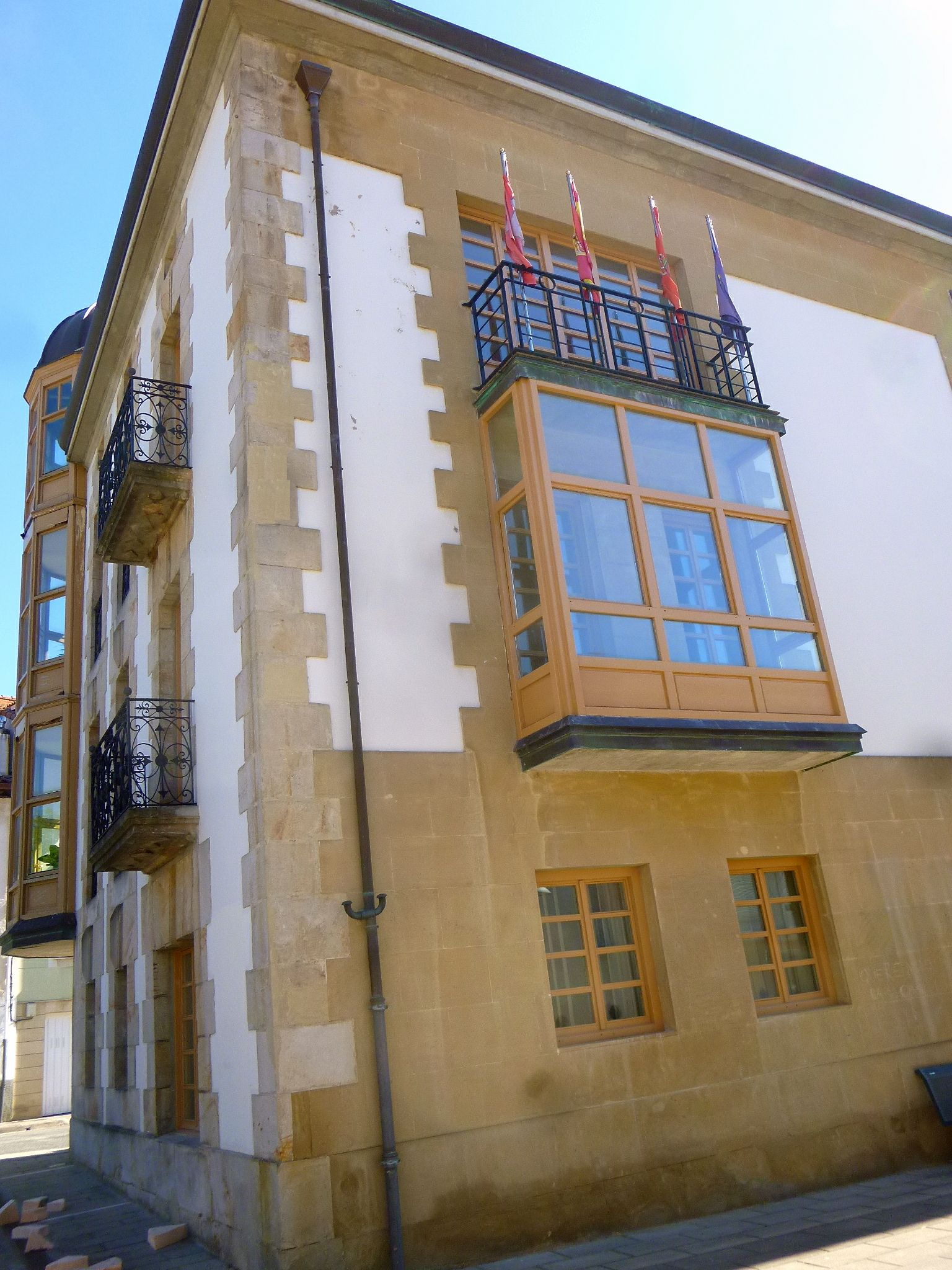
Ayuntamiento de Olazagutía

| Periodo   | Nombre                          | Partido | Partido                                                     |
| --------- | ------------------------------- | ------- | ----------------------------------------------------------- |
| 1979-1983 | José Miguel Echandía García     |         | Partido Comunista de España (PCE)                           |
| 1983-1987 | Marcelino Galparsoro Jáuregui   |         | Independiente                                               |
| 1987-1991 | Francisco J. Baztarrica Navarro |         | Independiente                                               |
| 1991-1995 | Juan Carlos Pinto Ondarra       |         | Independiente                                               |
| 1995-1999 | José Manuel Armendáriz Catalán  |         | Herri Batasuna (HB)                                         |
| 1999-2003 | Luis Alberto Besga Baltierra    |         | Euskal Herritarrok (EH)                                     |
| 2003-2007 | Blanca Arza Bergerandi          |         | Independiente                                               |
| 2007-2009 | Iñaki Mentxaka Berra            |         | Nafarroa Bai (NaBai)                                        |
| 2009-2009 | Epifanio Marín Amiama           |         | Nafarroa Bai (NaBai)                                        |
| 2009-2010 | Rubén García San Román          |         | Nafarroa Bai (NaBai)                                        |
| 2010-2011 | Juan Zufiaurre Mendoza          |         | Eusko Abertzale Ekintza-Acción Nacionalista Vasca (EAE-ANV) |
| 2011-2015 | Gurutze Rodríguez Armendáriz    |         | Bildu                                                       |
| 2015-2016 | Gurutze Rodríguez Armendáriz    |         | Euskal Herria Bildu (EH Bildu)                              |
| 2016-2019 | Mikel Azkargorta Boal           |         | Euskal Herria Bildu (EH Bildu)                              |
| 2019-2023 | Roberto Martínez Mendia         |         | Euskal Herria Bildu (EH Bildu)                              |
| 2023-act. | Joseba Vizuete Ascargorta       |         | Euskal Herria Bildu (EH Bildu)                              |

| Partido político                                            | 2023  | 2023  | 2023       | 2019               | 2019               | 2019               | 2015  | 2015  | 2015       | 2011  | 2011  | 2011       | 2007  | 2007  | 2007       |
| Partido político                                            | Votos | %     | Concejales | Votos              | %                  | Concejales         | Votos | %     | Concejales | Votos | %     | Concejales | Votos | %     | Concejales |
| Euskal Herria Bildu (EH Bildu)                              | 366   | 61,72 | 7          | 387                | 57,24              | 6                  | 359   | 50,28 | 6          | —     | —     | —          | —     | —     | —          |
| Partido Socialista de Navarra (PSN-PSOE)                    | 79    | 13,32 | 1          | 160                | 23,66              | 2                  | 117   | 16,39 | 1          | 231   | 30,2  | 3          | 87    | 10,19 | 1          |
| Unión del Pueblo Navarro (UPN)                              | 75    | 12,64 | 1          | Navarra Suma (NA+) | Navarra Suma (NA+) | Navarra Suma (NA+) | 162   | 22,69 | 2          | —     | —     | —          | —     | —     | —          |
| Navarra Suma (NA+)                                          | —     | —     | —          | 82                 | 12,13              | 1                  | —     | —     | —          | —     | —     | —          | —     | —     | —          |
| Partido Popular (PP)                                        | —     | —     | —          | Navarra Suma (NA+) | Navarra Suma (NA+) | Navarra Suma (NA+) | 27    | 3,78  | 0          | 120   | 15,69 | 1          | —     | —     | —          |
| Eusko Alkartasuna (EA)                                      | —     | —     | —          | —                  | —                  | —                  | —     | —     | —          | 382   | 49,93 | 5          | —     | —     | —          |
| Nafarroako Berdeak (NB)                                     | —     | —     | —          | —                  | —                  | —                  | —     | —     | —          | —     | —     | —          | 432   | 50,59 | 5          |
| Eusko Abertzale Ekintza-Acción Nacionalista Vasca (EAE-ANV) | —     | —     | —          | —                  | —                  | —                  | —     | —     | —          | —     | —     | —          | 311   | 36,42 | 3          |

## Economía
El ferrocarril ha tenido una gran influencia en el desarrollo del pueblo, que ha pasado en el siglo XX de ser un pueblo agrícola a ser un pueblo industrial. La llegada de la línea Madrid-Hendaya a la localidad se produjo en 1862. Olazagutía tenía apeadero, actualmente clausurado y las vías del tren dan servicio a la fábrica de Cementos Portland.
La empresa de Cementos Portland de Olazagutía comenzó su producción en 1905, aunque fue fundada 2 años antes. Pertenece a la empresa Cementos Portland Valderrivas, y da trabajo a unos 130 empleados de toda la comarca.
En la actualidad, se ha desatado la polémica ante el proyecto de la factoría de utilizar residuos como combustible. La Mancomunidad de Sakana y la Fundación Sustrai Erakuntza han interpuesto una demanda judicial ante la autorización del Gobierno de Navarra para esta actividad.

## Patrimonio
Dentro del término municipal de Olazagutía, en la denominada «Cantera de margas», la Unión Internacional de Ciencias Geológicas ha establecido (en 2013) la sección y punto de estratotipo de límite global (GSSP) del piso Santoniense (uno de los seis en que se subdivide el Cretácico Superior), que servirá como referente mundial para esta unidad cronoestratigráfica de la escala temporal geológica. Este límite entre pisos, que separa el Coniaciense, más antiguo, del Santoniense, más reciente, está datado en 86,3 ± 0,5 millones de años.

## Personas destacadas
- Ángel Bados: Catedrático de Bellas Artes y profesor de escultura en la UPV.